# Boogiemonsters
Boogiemonsters – amerykańska grupa hip-hopowa. Została założona w Charlottesville (Wirginia, USA) przez Mondo'a, Myntric'a, Vex'a i Yodared'a.
Bracia wywodzący się z Jamajki Yodared i Myntric poznali się z nowojorczykami: Vex'em i Mondo'em podczas studiów na Uniwersytecie Stanowym w Wirginii. Wygrali hip-hopowy konkurs organizowany przez Uniwersytet Howarda co skłoniło ich do nagrania własnego demo. Materiał początkowo samodzielnie sprzedają na ulicy w okolicach Nowego Jorku. Demo po krótkim czasie dociera do wytwórni EMI American Records, która wydaje ich pierwszą płytę zatytułowaną "Riders Of The Storm: The Underwater Album" (1993). W roku 1997 duet producencko-raperski w składzie Vex i Mondo powracają z płytą "Good Sound". Na płycie można znaleźć także utwory o tematyce religijnej. Płyta gości takich wykonawców jak Bahamadia, John Doe czy Tysha.

## Dyskografia
- Riders of the Storm: The Underwater Album (1993)
- God Sound (1997)